# Ringer-Weltmeisterschaften 1995
Die Ringer-Weltmeisterschaften 1995 fanden nach Stilart und Geschlechtern getrennt an unterschiedlichen Orten statt. Dabei wurden die Ringer in jeweils zehn Gewichtsklassen unterteilt, während die Frauen in neun Gewichtsklassen antraten.

## Griechisch-römisch
Die Wettkämpfe im griechisch-römischen Stil fanden vom 12. bis zum 15. Oktober 1995 in Prag statt.

### Medaillengewinner
| Klasse  | Gold              | Silber               | Bronze                   |
| ------- | ----------------- | -------------------- | ------------------------ |
| -48 kg  | Sim Gwon-ho       | Hiroshi Kado         | Safar Gulijew            |
| -52 kg  | Samwel Danieljan  | Armen Nasarjan       | Alfred Ter-Mkrtchyan     |
| -57 kg  | Dennis Hall       | Juri Melnitschenko   | Alexander Ignatenko      |
| -62 kg  | Sergei Martynow   | Włodzimierz Zawadzki | Mchitar Manukjan         |
| -68 kg  | Rustam Adschy     | Attila Repka         | Jannis Zamanduridis      |
| -74 kg  | Yvon Riemer       | Baqtijar Baissejitow | Filiberto Ascuy Aguilera |
| -82 kg  | Hamza Yerlikaya   | Gotcha Ziziaschwili  | Thomas Zander            |
| -90 kg  | Hakkı Başar       | Petru Sudureac       | Gogi Koguaschwili        |
| -100 kg | Mikael Ljungberg  | Héctor Milián        | Heorhij Soldadse         |
| -130 kg | Alexander Karelin | Sergei Mureiko       | Matt Ghaffari            |

### Medaillenspiegel
| Rang | Land               | Gold | Silber | Bronze |
| ---- | ------------------ | ---- | ------ | ------ |
| 1    | Russland           | 3    | 0      | 3      |
| 2    | Türkei             | 2    | 0      | 0      |
| 3    | Ukraine            | 1    | 0      | 1      |
|      | Vereinigte Staaten | 1    | 0      | 1      |
| 5    | Frankreich         | 1    | 0      | 0      |
|      | Schweden           | 1    | 0      | 0      |
|      | Südkorea           | 1    | 0      | 0      |
| 8    | Kasachstan         | 0    | 2      | 0      |
| 9    | Armenien           | 0    | 1      | 1      |
|      | Kuba               | 0    | 1      | 1      |
| 11   | Israel             | 0    | 1      | 0      |
|      | Japan              | 0    | 1      | 0      |
|      | Moldau             | 0    | 1      | 0      |
|      | Polen              | 0    | 1      | 0      |
|      | Rumänien           | 0    | 1      | 0      |
|      | Ungarn             | 0    | 1      | 0      |
| 17   | Deutschland        | 0    | 0      | 3      |

## Freistil
Die Wettkämpfe im freien Stil fanden vom 10. bis zum 13. August 1995 in Atlanta statt.

### Medaillengewinner
| Klasse  | Gold               | Silber               | Bronze                      |
| ------- | ------------------ | -------------------- | --------------------------- |
| -48 kg  | Wugar Orudschow    | Alexis Vila          | Armen Mkrttschjan           |
| -52 kg  | Walentin Jordanow  | Gholamreza Mohammadi | Zeke Jones                  |
| -57 kg  | Terry Brands       | Guivi Sissaouri      | Harun Doğan                 |
| -62 kg  | Elbrus Tedejew     | Takahiro Wada        | Magomed Asisow              |
| -68 kg  | Araik Geworgjan    | Akbar Fallah         | Jesús E. Rodríguez Garzón   |
| -74 kg  | Buwaissar Saitijew | Alexander Leipold    | Alberto Rodríguez Hernández |
| -82 kg  | Kevin Jackson      | Elmadi Schabrailow   | Ruslan Kinchagov            |
| -90 kg  | Rasoul Khadem      | Macharbek Chadarzew  | Melvin Douglas              |
| -100 kg | Kurt Angle         | Arawat Sabejew       | Abbas Jadidi                |
| -130 kg | Bruce Baumgartner  | Sven Thiele          | Leri Chabelowi              |

### Medaillenspiegel
| Rang | Land               | Gold | Silber | Bronze |
| ---- | ------------------ | ---- | ------ | ------ |
| 1    | Vereinigte Staaten | 4    | 0      | 2      |
| 2    | Russland           | 2    | 1      | 2      |
| 3    | Iran               | 1    | 2      | 1      |
| 4    | Armenien           | 1    | 0      | 1      |
| 5    | Bulgarien          | 1    | 0      | 0      |
|      | Ukraine            | 1    | 0      | 0      |
| 7    | Deutschland        | 0    | 3      | 0      |
| 8    | Kuba               | 0    | 1      | 2      |
| 9    | Japan              | 0    | 1      | 0      |
|      | Kanada             | 0    | 1      | 0      |
|      | Kasachstan         | 0    | 1      | 0      |
| 12   | Türkei             | 0    | 0      | 1      |
|      | Usbekistan         | 0    | 0      | 1      |

## Frauen
Die Wettkämpfe der Frauen fanden vom 9. bis zum 11. September 1995 in Moskau statt.

### Medaillengewinner
| Klasse | Gold                   | Silber              | Bronze                     |
| ------ | ---------------------- | ------------------- | -------------------------- |
| -44 kg | Shoko Yoshimura        | Mette Barlie        | Vickie Zummo               |
| -47 kg | Miyu Ikeda             | Xiue Zhong          | Jelena Jegoschina          |
| -50 kg | Sanijat Ganatschuewa   | Gyula Perez Cabrice | Yoshiko Endo               |
| -53 kg | Sophie Pluquet         | Kozue Kimura        | Magdiel Yzaguirre Gonzalez |
| -57 kg | Sara Eriksson          | Lene Aanes          | Anna Gomis                 |
| -61 kg | Nikola Hartmann-Dünser | Natalja Iwanowa     | Yan Kong                   |
| -65 kg | Yayoi Urano            | Doris Blind         | Natalja Lasarenko          |
| -70 kg | Lise Golliot           | Elmira Kurbanowa    | Nina Englich               |
| -75 kg | Dong Feng Liu          | Mizuko Funakoshi    | Tatjana Komarnizkaja       |

### Medaillenspiegel
| Rang | Land                | Gold | Silber | Bronze |
| ---- | ------------------- | ---- | ------ | ------ |
| 1    | Japan               | 3    | 2      | 1      |
| 2    | Frankreich          | 2    | 1      | 1      |
| 3    | Russland            | 1    | 2      | 2      |
| 4    | Volksrepublik China | 1    | 1      | 0      |
| 5    | Österreich          | 1    | 0      | 0      |
|      | Schweden            | 1    | 0      | 0      |
| 7    | Norwegen            | 0    | 2      | 0      |
| 8    | Venezuela           | 0    | 1      | 1      |
| 9    | Deutschland         | 0    | 0      | 1      |
|      | Nordkorea           | 0    | 0      | 1      |
|      | Ukraine             | 0    | 0      | 1      |
|      | Vereinigte Staaten  | 0    | 0      | 1      |